# バトゥ諸島
バトゥ諸島（バトゥしょとう、インドネシア語: Pulau-pulau Batu）は、インドネシアの諸島。スマトラ島西方のインド洋上、赤道直下にある。メンタワイ諸島の北に連なる諸島であり、ニアス島の南東に位置する。48個の小島でつくられており、多くが無人島である。主な島はタナバラ島、タナマサ島、ピニ島。
座標: 南緯0度12分 東経98度30分 / 南緯0.200度 東経98.500度